# Juan Carlos Rodríguez (boxeador)
Juan Carlos Rodríguez Patiño (nació el 14 de agosto de 1990 Cumaná, Venezuela) es un boxeador amateur venezolano que milita en la división de los peso medianos. Actualmente, él es considerado como la máxima figura de los pesos medianos en Venezuela.

## Carrera amateur
En el 2011, Rodríguez ganó una medalla de plata en los primeros Juegos Panamericanos clasificatorios realizados en Cumaná (Venezuela). fue derrotado con marcador de 10-4 por el medallista de plata en los Juegos Olímpicos de Beijing 2008, el cubano Emilio Correa.
En el mundial de boxeo amateur realizado en Bakú, Arzabaijan, cayó en la primera ronda frente al púgil francés Michel Tavares por un marcador de 21-20.